# Ramberge
La Ramberge est une rivière du département français d'Indre-et-Loire, en région Centre-Val de Loire et un affluent droit de la Cisse, donc un sous-affluent de la Loire.

## Géographie
Longueur totale : 17 km ou 22,3 km
Pente moyenne du cours d’eau : 3.8 %

### Communes et cantons traversés
Communes du bassin versant : Autrèche, Montreuil-en-Touraine, Saint-Ouen-les-Vignes, Pocé-sur-Cisse, Nazelles-Négron.

### Bassin versant
Superficie bassin versant : 69 km2

### Organisme gestionnaire
L'organisme gestionnaire est le Syndicat Mixte du Bassin de la CISSE.

## Hydrologie
Débit moyen : 229 l/s

## Aménagements et écologie
Classification piscicole : 2ème catégorie
Espèce « repère » : Truite Fario
Classification « arrêté ouvrage » : Liste 1
Le Syndicat Intercommunal de la Remberge a mené, dans le cadre du premier contrat de bassin, de nombreux travaux notamment de restauration du lit mineur. Depuis 2012 et la fusion des syndicats, le SMB CISSE a poursuivi ces actions. Le deuxième contrat de bassin sera axé sur les travaux sur le lit et la continuité écologique (ouvrages).